# Znanost u 2020.
◄◄ | ◄ | 2017. | 2018. | 2019. | 2020.  | 2021. | 2022. | 2023. | ► | ►►
Arhitektura • Astronautika • Astronomija • Biologija • Film • Fotografija • Glazba • Kazalište • Kemija • Kiparstvo • Knjige • Književnost • Kršćanstvo • Meteorologija • Medicina • Planinarstvo • Politika • Pravo • Promet • Slikarstvo • Strip • Šport • Televizija • Znanost • Zrakoplovstvo • Željeznički promet
Znanost u 2020.

## Hrvatska i u Hrvata

### Otkrića
- 11. kolovoza — Tijekom izgradnje nove belomanastirske obilaznice, pronađeni su na lokaciji AN 2 Beli Manastir – Staro selo ostatci naselja iz prapovijesti, starog i srednjeg sve do početka novog vijeka.[1][2]

## Vanjske poveznice
|  | Zajednički poslužitelj ima još gradiva o temi Znanost u 2020. |